# Riyad Mahrez
Riyad Mahrez (în arabă: رياض محرز; n. 21 februarie 1991, Clichy, Île-de-France, Franța) este un fotbalist algerian și francez, care joacă pe post de mijlocaș lateral la Al-Ahli în Liga Profesionistă din Arabia Saudită. Pe plan internațional, are prezențe la națională pentru Algeria.
Pe 5 decembrie 2015 a devenit primul jucător algerian în a anota un hat-trick în Premier League împotriva lui Swansea City, oferindui-i lideratul echipei sale, Leicester City.
A câștigat premiul pentru cel mai bun jucător al anului în BPL din sezonul 15-16 și a fost încoronat campion în același sezon. Africanul, autor a 17 goluri și 11 pase decisive în 37 de jocuri în această campanie din Premier League, îl înlocuiește pe belgianul de la Chelsea Eden Hazard, câștigătorul din anul trecut. Mijlocașul vulpilor, este primul african în a câștiga premiul pentru cel mai bun jucător al anului, a devenit o piesă importantă din echipă antrenată de Claudio Ranieri.

## Palmares

### Club
Leicester City
• Premier League: 2015-2016
Manchester City
• Liga Campionilor UEFA: 2022-23
• Premier League: 2018-2019, 2020-2021, 2022-2023
• FA Cup: 2018-19, 2022-23
• EFL Cup: 2018-19, 2019-20, 2020-21
• FA Community Shield: 2018
Internațional
Algeria
• Africa Cup: 2019

### Premii individuale
| Premiu                         | An   |
| ------------------------------ | ---- |
| Fotbalistul algerian al anului | 2015 |
| Premiul PFA jucător al anului  | 2016 |